# Melittosmithia adelaidae
Melittosmithia adelaidae är en biart som först beskrevs av Heinrich Friese 1924.  Melittosmithia adelaidae ingår i släktet Melittosmithia och familjen korttungebin. Inga underarter finns listade i Catalogue of Life.